# SOAKING WET LIVE
『SOAKING WET LIVE』（ソーキング・ウエット・ライブ）は日本のギタリスト、ルーク篁のライブ・アルバム。

## 概要
先にリリースした『篁』からの楽曲8曲と新曲3曲(M1, M2, M9)からなるライブ・アルバムである。
1993年7月21日に日清パワーステーションにて行われた初のソロライブの模様を収録している。
M8ではギターで参加したNIGHT HAWKSの青木秀一がボーカルをとっている。
2016年2月17日には、ルーク篁の直接監修によるリマスタリングを施し、Blu-spec CD仕様で、1991年のアルバム『篁』とセットになった『篁&SOAKING WET LIVE-special edition-』として再発売した。

## 収録曲
| 全作詞・作曲: ルーク篁。 |                              |          |            |      |
| #                        | タイトル                     | 作詞     | 作曲・編曲 | 時間 |
| 1.                       | 「RELIGION IN YOUR BODY」    | ルーク篁 | ルーク篁   | 5:01 |
| 2.                       | 「WHAT IS THE HUMAN?」       | ルーク篁 | ルーク篁   | 4:13 |
| 3.                       | 「CUTE BOYのユ・ウ・ウ・ツ」 | ルーク篁 | ルーク篁   | 5:41 |
| 4.                       | 「PRESSURE LIFE」            | ルーク篁 | ルーク篁   | 7:11 |
| 5.                       | 「SHADY LOVER」              | ルーク篁 | ルーク篁   | 6:28 |
| 6.                       | 「SOMEDAY ONEDAY」           | ルーク篁 | ルーク篁   | 4:36 |
| 7.                       | 「LOVE COMES TO YOU」        | ルーク篁 | ルーク篁   | 4:46 |
| 8.                       | 「DREAM OF THE LOTUS LAND」  | ルーク篁 | ルーク篁   | 7:35 |
| 9.                       | 「THE MASTER OF PAIN」       | ルーク篁 | ルーク篁   | 3:42 |
| 10.                      | 「REMEMBER FLAME」           | ルーク篁 | ルーク篁   | 4:55 |
| 11.                      | 「ロックスターの悲劇って…」  | ルーク篁 | ルーク篁   | 5:48 |
| 合計時間:                | 合計時間:                    | 59:56    |            |      |

## 参加ミュージシャン
- ルーク篁 - ヴォーカル&ギター
- 青木秀一（元NIGHT HAWKS） - ヴォーカル&ギター（M8）、ギター（M7）
- ichiro (THE SONS) - ギター&ヴォーカル（M1〜6, M10, M11）
- 寺沢功一（元BLIZARD、SLY） - ベース&ヴォーカル
- 本間大嗣（元FLATBACKER (EZO)〜LOUDNESS、ANTHEM） - ドラムス